# Turritellella
Turritellella, en ocasiones erróneamente denominado Arturritellum, es un género de foraminífero bentónico de la subfamilia Usbekistaniinae, de la familia Ammodiscidae, de la superfamilia Ammodiscoidea, del suborden Ammodiscina y del orden Astrorhizida. Su especie-tipo es Trochammina shoneana. Su rango cronoestratigráfico abarca desde el Silúrico hasta la actualidad.

## Discusión
Clasificaciones previas incluían Turritellella en el suborden Textulariina del orden Textulariida.

## Clasificación
Turritellella incluye a las siguientes especies:
- Turritellella carnica
- Turritellella conica
- Turritellella fisheri
- Turritellella giffordi
- Turritellella laevigata
- Turritellella lataxis
- Turritellella magna
- Turritellella mesotriassica
- Turritellella nodosa
- Turritellella osgoodensis
- Turritellella parva
- Turritellella regulata
- Turritellella reversa
- Turritellella shizishanensis
- Turritellella shoneana
- Turritellella spectabilis
- Turritellella volubilis
- Turritellella workmani

Otra especie considerada en Turritellella es:
- Turritellella holdhausi, de posición genérica incierta